# Булхари (Лучењец)
Булхари (слч. Bulhary) насељено је мјесто са административним статусом сеоске општине (слч. obec) у округу Лучењец, у Банскобистричком крају, Словачка Република.

## Становништво
| Година:    | 1994. | 2004.   | 2014.    | 2024.   |
| ---------- | ----- | ------- | -------- | ------- |
| Број људи: | 292   | 287     | 318      | 347     |
| Разлика:   |       | -1,71 % | +10,80 % | +9,11 % |

| Година:    | 2023. | 2024.   |
| ---------- | ----- | ------- |
| Број људи: | 335   | 347     |
| Разлика:   |       | +3,58 % |

Према подацима о броју становника из 2011. године насеље је имало 307 становника.